# Бондарев, Лев Георгиевич
Лев Георгиевич Бо́ндарев (12 августа 1932, Смоленск — 5 ноября 2005, Москва) — советский и русский географ, доцент географического факультета МГУ. Специалист в области четвертичной геологии, геоморфологии, палеогеографии и геоэкологии. Занимался широким кругом научных вопросов от палеогеографии плейстоцена и гляциологии до проблемы воздействия производственной деятельности человека на природу. Участник многих экспедиций в горные районы Средней Азии. Автор более 200 научных статей и 15 монографий.
Отстаивал точку зрения о существовании в прошлом более высокого уровня Иссык-Куль и стока озера, что отличалось от взглядов И. П. Герасимова (1905—1985) и Е. Я. Ранцман (1923—2014). Первым провёл абсолютные датировки радиоугеродным и геохимическим методами для Северного Тянь-Шаня.

## Биография
Л. Г. Бондарев родился 12 августа 1932 года в городе Смоленске в семье служащих. Получил домашнее воспитание. С раннего детства его приучили к книгам и поддерживали его природную любознательность.

### Образование

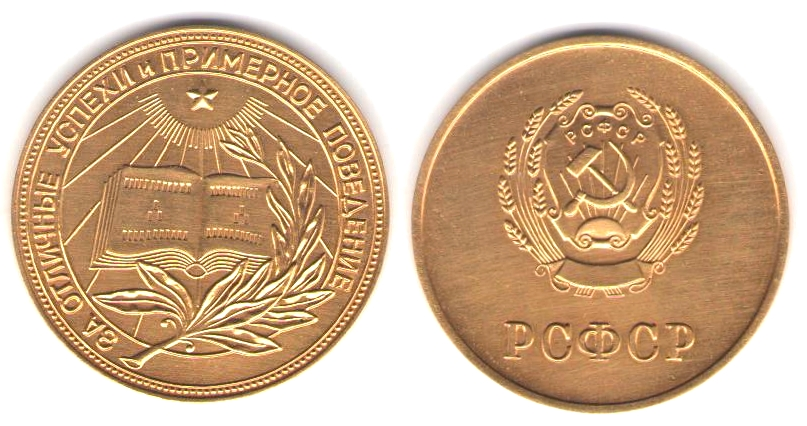
Медаль Л. Г. Бондарева об окончании школы в 1950 г.

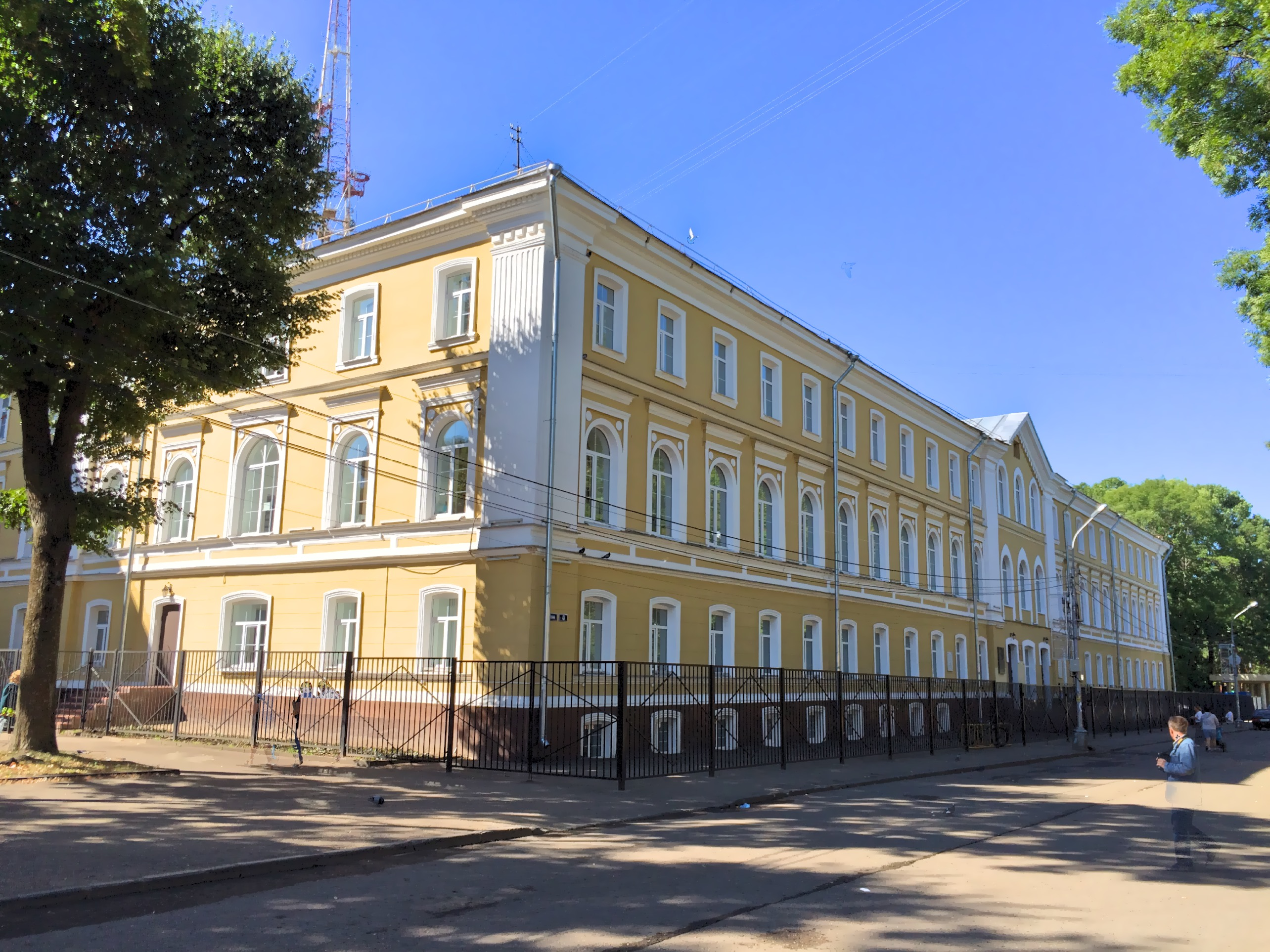
Гимназия в которой учился Л. Г. Бондарев

Во время Великой Отечественной войны Льва Бондарева эвакуировали в сибирский город Канск. Начальное образование получил в Канской средней школе № 2.
В 1949 году семья возвратилась из эвакуации в г. Смоленск, где Л. Г. Бондарев в 1950 г. окончил среднюю школу № 7 с Золотой школьной медалью.
До революции в здании этой школы находилась Смоленская мужская классическая гимназия, которую на отлично закончил Н. М. Пржевальский. В школьной характеристике Льва Бондарева было написано:

За время обучения в школе проявил себя как ученик чрезвычайно одаренный и отличающийся упорством в труде, исполнителен, дисциплинированный и культурный. Учился по всем предметам на 5. Был лучшим агитатором класса и членом редколлегии стенной классной газеты.
В 1950 году, по совету родственников, поступил на Химический факультет МГУ, но проучился там он только один год. Тяга к путешествиям, познанию природы и окружающего мира победили. Ни с кем не посоветовавшись, он забирает документы на химфаке и поступает в 1951 году на Географический факультет МГУ.
В 1952 году закончил первый общий курс обучения, летнюю учебную практику в Красновидово (Можайский район) и принимает участие в экспедиции на реку Ангара, где сознательно выбирает себе научную специальность — геоморфология. Студентом, кроме обязательных практик и экспедиций, Л. Г. Бондарев много путешествует по стране: Подмосковье, Тула, Ленинград, Киев, Домбай и другие места. Чтобы выкроить время на эти поездки, он досрочно и успешно сдавал экзамены, тем самым продлевал себе каникулярное время.
В 1956 году окончил МГУ с красным дипломом. Он хорошо знал английский и немецкий языки, самостоятельно овладел польским языком, практиковался в киргизском.
17 апреля 1964 года защитил кандидатскую диссертацию (кандидат географических наук), утверждена ВАК в ноябре 1964 года.
В 1978 году (будучи беспартийным) окончил вечерний Университет марксизма-ленинизма.
Имел разряд по шахматам, любил Нарды. Изучал йогу, был сторонником закаливания и вегетарианства.

### Научная деятельность

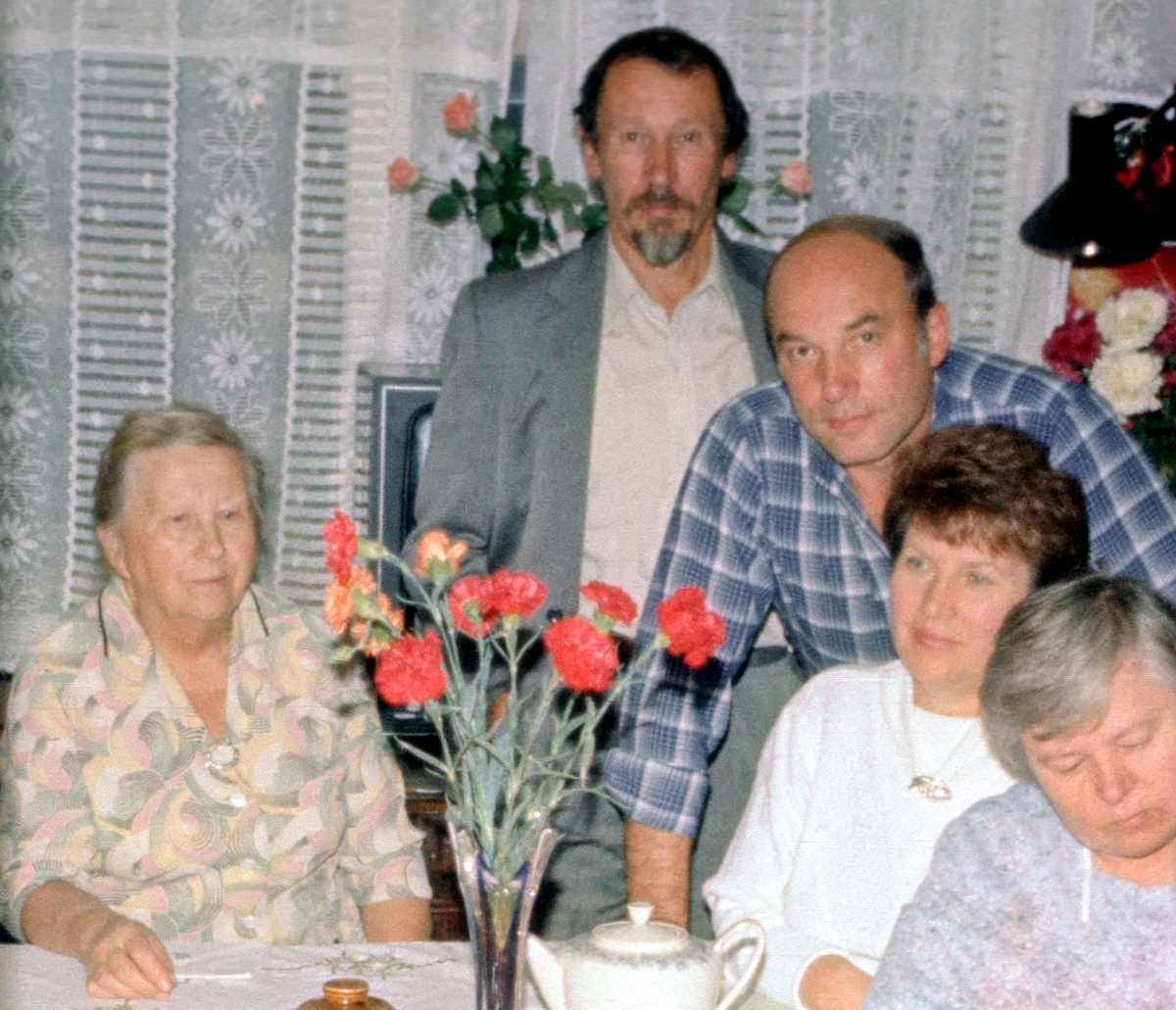
1989 год

Научная деятельность Л. Г. Бондарева началась в горах Тянь-Шаня и на озере Иссык-Куль.
В 1955 году он прибыл на преддипломную полевую практику на Тянь-Шань, где был определён в геоморфологический отряд. Руководителем практики был директор станции Р. Д. Забиров (выпускник ГФ МГУ), а научным консультантом — профессор кафедры геоморфологии Географического факультета МГУ И. С. Щукин. В дипломной работе Некоторые вопросы истории рельефа Иссык-Кульской котловины, впервые была высказана идея о существовании четырёх озёрных террас Иссык-Куля и обосновано время их формирования. И. С. Щукин дал высокую оценку дипломной работе.
В 1956—1970 годах по направлению работал на Тянь-Шаньской физико-географической станции АН Киргизской ССР и продолжил исследования Иссык-Кульской котловины в должности младшего научного сотрудника. В его первой научной статье Еще раз о палеогеографической загадке Иссык-Куля он обосновывал озерное происхождение прибрежных террас и более высокое стояние уровня озера в прошлом.
В период Международного геофизического года (МГГ, 1957—1959 гг.) полевые исследования в Иссык-Кульской котловине были прерваны. В 1960 году они возобновились и Лев Георгиевич возглавил береговой отряд.
В 1962—1965 годах принял активное участие в совместных работах Тянь-Шаньской физико-географической станции и Географического факультета, под руководством академика К. К. Маркова по теме: Стратиграфия и палеогеография Иссык-Кульской котловины в плейстоцене.
Более 10 лет Л. Г. Бондарев посвятил гляциологии, по материалам исследований опубликовано три монографии, два каталога ледников Киргизии и около 50 научных и научно-популярных статей. Монография Влияние тектоники на эволюцию ледников и формирование гляциального рельефа была выдвинута на соискание премии им. Д. Н. Анучина в апреле 1978 года и получила множество положительных отзывов.
Особое внимание уделял вопросам взаимодействия ледников и тектоники, влиянию тектоники на эволюцию ледников и формирование гляциального рельефа в планетарном масштабе. По мнению академика К. К. Маркова:

Публикации Л. Г. Бондарева по этим вопросам, по существу, обосновывают и развивают новое направление в географии на стыке неотектоники, гляциологии и гляциальной геоморфологии, а постановка и разработка проблемы в таком объёме сделана впервые не только в отечественной, но и в мировой литературе.

Новым в работах Л. Г. Бондарева является идея о голоценовом максимуме оледенения, возникшая при анализе полевых материалов по Тянь-Шаню и подтвержденная данными по Малой Азии, Мексике и Гималаям.
С коллективом советских географов на корабле посетил страны: Гвинея, Сенегал, Марокко, Испания, Италия, Алжир, Мальта и Турция.
С 1971 года работал на Географическом факультете МГУ. Как географа широкого профиля его интересовали и волновали вопросы влияния деятельности человека на окружающую среду, миграции элементов в природе. Вопросы загрязнения окружающей среды в той или иной мере рассматривались Л. Г. Бондаревым целом ряде монографий — «Ландшафты, металлы и человек» (1976), «Микроэлементы — благо и зло» (1984) — и в научных статьях: «Металлический пресс на биосферу» (1976), «Планета ветров» (1977), «Окончится ли железный век» (1979), «Роль растительности в миграции минеральных веществ в атмосферу» (1981), «Микроэлементы вокруг нас» (1982) и других.
Он принимал участие в разработке плановых научных тем «История озёр СССР в плейстоцене. Геоморфология и палеогеография озерных бассейнов», «Основные вопросы физической географии», «Природная среда плейстоцена и её изменение при взаимодействии с человеком», «Изменение естественного геохимического фона окружающей человека среды под влиянием техногенной деятельности». В последние годы вел исследования по фундаментальной теме «Взаимодействие человека и окружающей среды», а приоритетным направлением была разработка вопросов техногенеза и техносферы.
Своим творчеством он внес существенный вклад в развитие геоморфологии, палеогеографии, гляциологии, экологии, физической географии и географической науки в целом.

## Преподавательская работа в МГУ
В 1971 году по приглашению академика К. К. Маркова началась преподавательская и научно-исследовательская работа Л. Г. Бондарева на Географическом факультете МГУ, на кафедрах:
- Общей физической географии и палеогеографии
- Рационального природопользования

Для студентов вечернего и дневного отделений МГУ читал лекционные курсы
- Введение в физическую географию
- Геология и палеогеография плейстоцена
- Физическая география мира
- Человек и среда
- Техногенное воздействие на окружающую среду
- И другие

В МГУ Л. Г. Бондарев разработал новые курсы лекций для студентов Географического факультета и написал по ним учебники
- Палеоэкология и историческая экология[7]
- История природопользования[8]
- Влияние человеческого общества на природную среду[9]

В 1977 году читал лекции по физической географии в Центре подготовки космонавтов им. Ю. А. Гагарина. В 1996 году — курс лекций по экологии для студентов Московского Государственного института Международных отношений. Неоднократно читались лекции по антропогенному воздействию на среду на курсах повышения квалификации при МГУ для слушателей разных специальностей: гидрогеологи, гидротехники, ихтиологи, геологи, ботаники, биохимики, почвоведы, химики, специалисты по охране окружающей среды и др.

## Популяризация науки
Л. Г. Бондарев был великолепным популяризатором географической науки. Многие научные проблемы, географические явления и процессы он излагал талантливо, профессионально, просто и доступно для понимания читателей разного уровня. Его миниатюрные эссе, заметки, научно-популярные и научно-познавательные статьи публиковались в различных научно-популярных журналах и ежегодниках:
- Газета География
- Земля и Вселенная
- Земля и люди
- Знание-сила
- На суше и на море
- Техника – молодежи
- Филателия СССР
- Химия и жизнь
- Чудеса и приключения
- Энциклопедиях и словарях

В 1988 году Л. Г. Бондарев совместно с Р. К. Баландиным опубликовал книгу «Природа и цивилизация», которая была отмечена дипломом 2-й степени на Всесоюзном конкурсе на лучшее произведение научно-популярной литературы. Авторы показали большое значение географического подхода при изучении изменений ландшафтов планеты, а также для понимания причин подъёма и упадка цивилизаций. Понимание современности и предвидение будущего определяются знанием прошлого. Поэтому оценить воздействие современной научно-технической цивилизации на географическую среду можно лишь, поняв общие закономерности взаимодействия человека и природы и результаты хозяйственной деятельности предшествующих поколений.
В публикациях им рассмотрены проблемы современного экологического кризиса и показаны пути его преодоления:
- новые технологии
- переход от престижного потребления к разумной достаточности
- переход от идеи анропоцентризма к понимаю биосферы как наивысшей ценности
- экологическое воспитание на разных уровнях
- международное сотрудничество.

Л. Г. Бондарев своими произведениями открыл для современников забытые имена выдающихся людей России:
- Данило Самойловича (1744—1805) — врача, участника русско-турецкой войны, остановившего чуму в Москве в 1771 году.
- Л. И. Мечникова (1838—1888) — географа, социолога и публициста.
- Н. Н. Шелонского — писателя-фантаста, историка и популизатора, издавшего в 1892 году фантастический роман «В мире будущего»[10].

## Семья

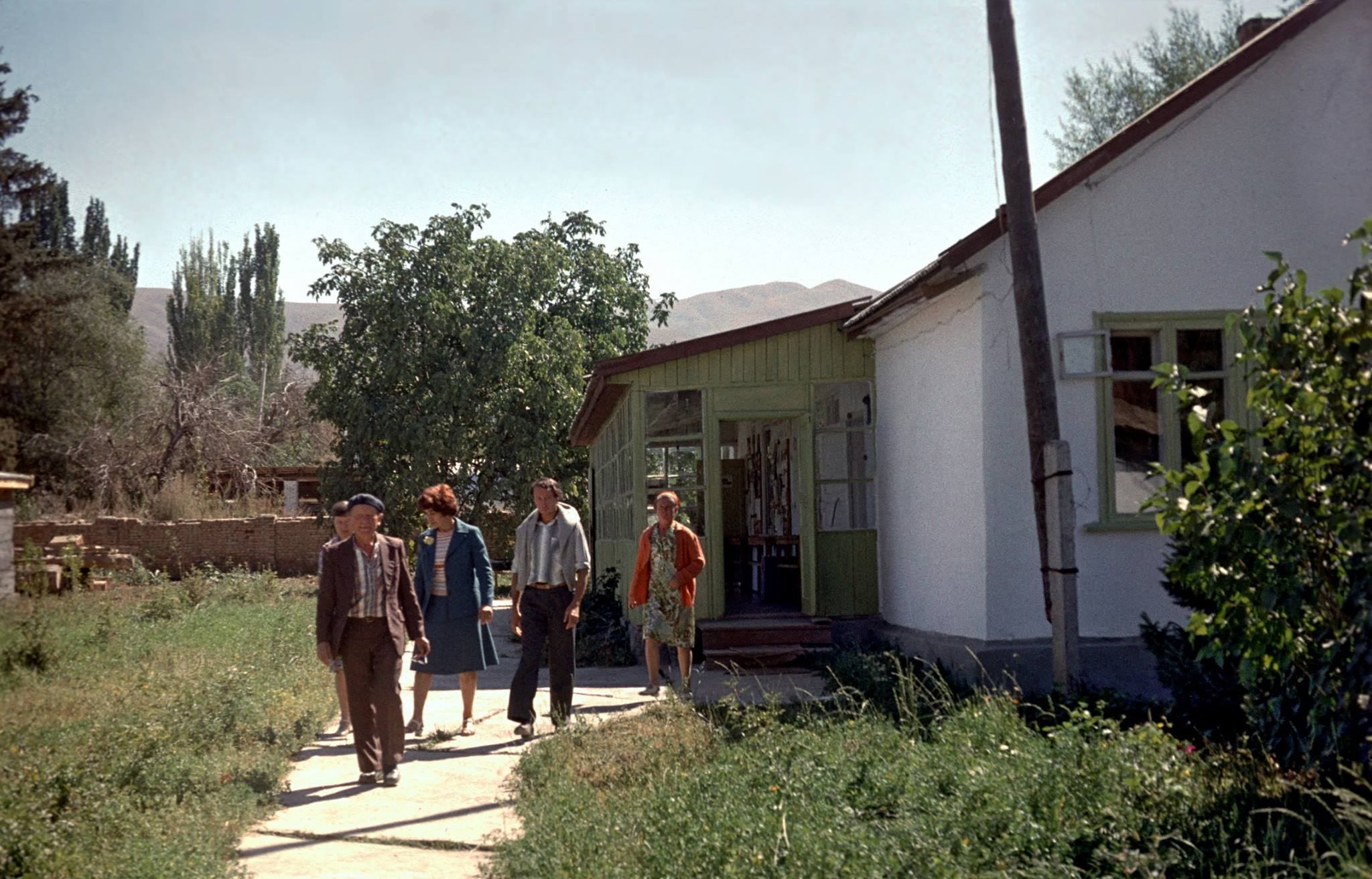
Бондаревы в Покровке, 1978

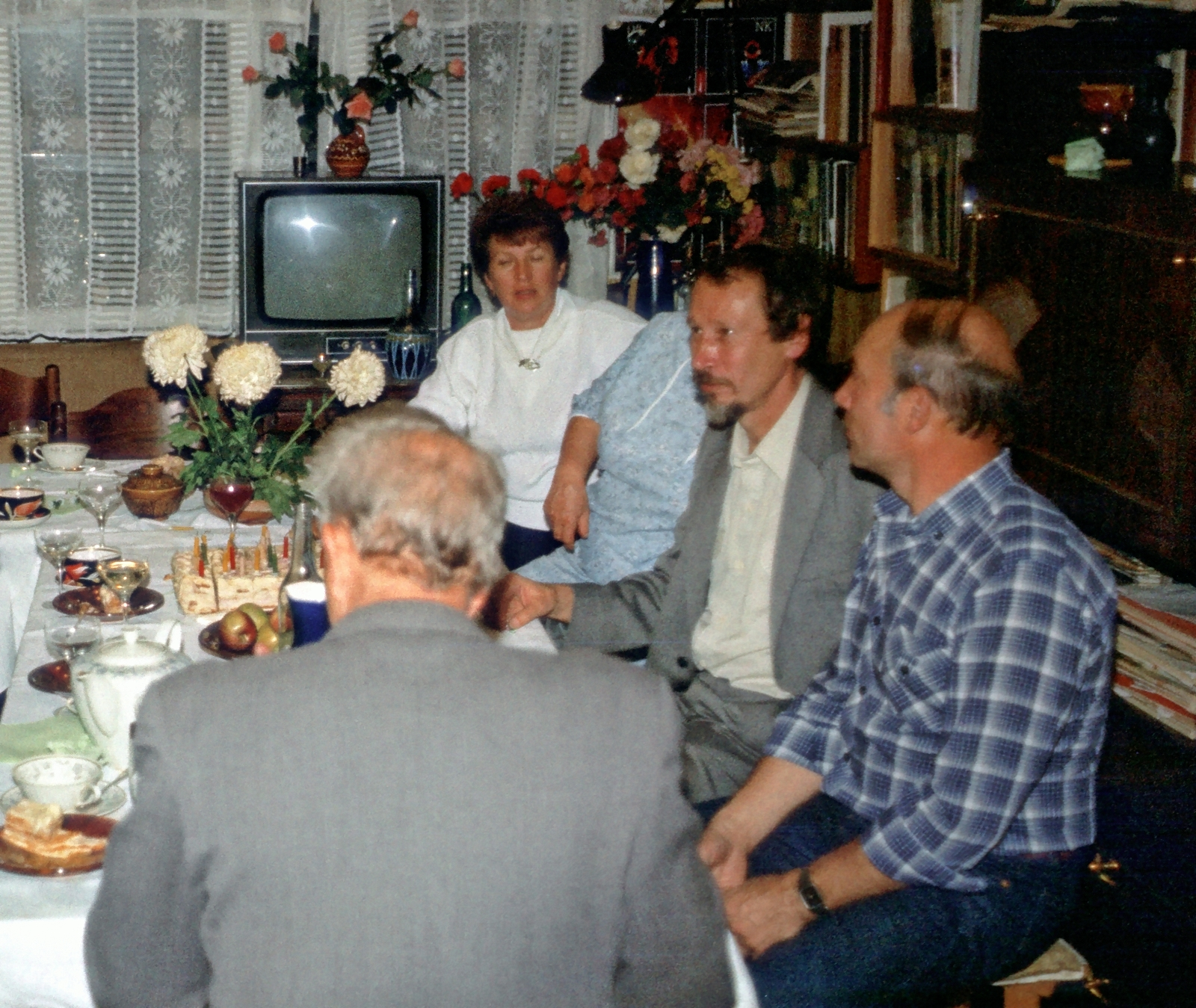
Л. Г. Бондарев с друзьями, 1989

Отец (1888—1971) — Георгий Никифорович Бондарев — учитель. Мать (1897—1978) — Любовь Ивановна Бондарева (Сурина) — служащая.
- Жена (1933—2019) — Валентина Яковлевна (в дев. Лашина) — почвовед[11].
  - Сын — Алексей — физик, художник журнала Компьютерра.

## Звания и награды
- 1958 — Нагрудный знак «За участие в работе Международного геофизического года».
- 1970 — Медаль «За доблестный труд в ознаменование 100-летия со дня рождения В. И. Ленина».
- 1977 — Присвоено ученое звание доцента по кафедре общей физической географии и палеогеографии.
- 1988 — Медаль «Ветеран Труда». Диплом 2-й степени на Всесоюзном конкурсе на лучшее произведение научно-популярной литературы[12].
- 1992 — Установлен высший разряд по должности доцента.
- 2000 — Учёным Советом МГУ присвоено почетное звание «Заслуженный преподаватель Московского Университета».
- 2005 — Юбилейный нагрудный знак «250 лет МГУ им. М. В. Ломоносова».

## Членство в организациях и программах
- Русское географическое общество
- Московское общество испытателей природы
- Программа «Человек и биосфера»
- Межведомственный тектонический комитет (МТК) АН СССР по криотектонике и гляциотектонике
- Административный совет на кафедрах геоморфологии, палеогеографии и картографии Географического факультета МГУ
- Совет по Научно-исследовательсккой работе студентов Географического факультета МГУ

## Участие в международных конференциях
- 1967 — 11 конгресс Международного Союза по изучению четвертичного периода[13]
- 1968 — 21 Международный географический конгресс (1-8 декабря. Индия, Дели)[14]
- 1976 — 23 Международный географический конгресс (Москва, СССР).